# Hispón
Hispón es una localidad peruana ubicada en el distrito de La Matanza, perteneciente a la provincia de Morropón del departamento de Piura, al norte del Perú. 

## Ubicación
Hispón se ubica al oeste de la provincia de Morropón, en el distrito de La Matanza, en el departamento de Piura.

## Demografía
En 2017 Hispón tenía una población de 35 habitantes.
| Gráfica de evolución demográfica de Hispón entre 1993 y 2017 |
|                                                              |
| Fuentes: Población 1993 y 2017                               |